# Salvifici doloris
Salvifici doloris (česky Spásné utrpení) je apoštolský list Jana Pavla II. o křesťanském smyslu lidského utrpení, zveřejněný 11. února 1984, v den liturgické památky Panny Marie Lurdské, v šestém roce jeho pontifikátu. Kontextem pro sepsání tohoto listu byl Jubilejní rok vykoupení, který církev prožívala. Jedná se o první a dosud jediný církevní dokument, který se komplexně zabývá problematikou lidského utrpení. V těsné souvislosti s ním vydal papež o rok později – 11. února 1985 – apoštolský list Dolentium hominum, kterým zřídil Papežskou komisi pro pastoraci zdravotníků s cílem rozšířit a zlepšit péči o nemocné.

## Struktura listu
Dopis obsahuje 31 bodů, které jsou rozděleny do osmi kapitol: I. Úvod (1–4); II. Svět lidského utrpení (5–8); III. Hledání odpovědi na otázku po smyslu utrpení (9–13); IV. Ježíš Kristus: utrpení překonané láskou (14–18); V. Účastníci Kristova utrpení (19–24); VI. Evangelium utrpení (25–27); VII. Milosrdný Samaritán (28–30); VIII. Závěr (31).

## Syntéza

### Syntéza filozofického myšlení
Podle Jana Pavla II. je utrpení skutečností neoddělitelnou od pozemské existence člověka: jeví se jako „soupodstatné“ s člověkem a je jedním ze způsobů, jak proniknout do jeho vlastního nitra. Autorovou vůdčí myšlenkou je, že člověk „trpí“, a to nikoli pasivním způsobem, ale plný vědomé a svobodné aktivity, s možností utrpení buď přijmout, nebo odmítnout. V utrpení člověk vystupuje jako „lidská osoba“, jeho přijetím z něj činí plně vlastní zkušenost (lidský čin) a stává se „subjektem“ neštěstí, které ho v životě potkalo. Přes prizma „aktu“ utrpení papež nahlíží na „osobu“, která trpí: akt odhaluje osobu, utrpení poukazuje na vnitřní hodnotu lidské bytosti (lidské osoby), je odrazem transcendence člověka. Není těžké pochopit, že Jan Pavel II. má v úmyslu rekonstruovat trpícího člověka „zevnitř“, v samotných kořenech jeho lidství, a odhalit mu povolání stát se subjektem utrpení.

### Syntéza teologického myšlení
U kořene celého světa utrpení v apoštolském listě je otázka: Cur? – Proč existuje lidské utrpení? S touto otázkou je třeba konfrontovat druhou otázku: Cur Deus homo? – Proč se Bůh stal člověkem? Autor Salvifici doloris nejprve staví lidské utrpení do protikladu ke zlu a hříchu, aby je nakonec četl v dimenzi Vykoupení, a to prostřednictvím Božího „činu“, kterým je Ježíš Kristus – srov. J 3, 16 (Kral, ČEP). V něm bylo utrpení překonáno láskou Trojjediného Boha, tj. zažilo své zušlechtění – bylo vykoupeno, osvobozeno od nesmyslnosti. „Vykupitelské“ (spásné) utrpení Ježíše Krista učinilo lidské utrpení „vykoupeným“, získalo svůj tvůrčí smysl a rozměr: přináší spásné ovoce a jeho oslabující moc ustupuje do pozadí.

### Syntéza morálního myšlení
Již v antropologickém rozměru utrpení mluví autor Salvifici doloris o morálním povolání (vocation): utrpení, které patří k transcendenci člověka, je tou zkušeností, v níž je člověk „tajemně povolán“, aby překonal sám sebe. Je to povolání k duchovní zralosti, k tomu, aby se člověk stal někým „více“, než je v bolesti. Na úrovni paschálního étosu se zjevně zintenzivňuje: když člověk „bere na sebe svůj kříž“ (jako odpověď na Kristovu výzvu) a duchovně se sjednocuje s Kristovým křížem, zjevuje se mu spásný význam utrpení. A pro Jana Pavla II. není důležité, že člověk trpí, ale „jak“ trpí, tj. odhaluje morální velikost člověka: má účast na Kristově utrpení – srov. Kol 1, 24 (Kral, ČEP), a tak si zajišťuje podíl na jeho vzkříšení. Odhalení spásného významu lidského utrpení nic nemění na tom, že utrpení je zlem, kterému je třeba se postavit, byť jen rozvojem medicíny apod. Na druhé straně z dobra spásného utrpení, když medicína selže, a nejen tehdy, vyplývají dva morální imperativy: „Čiňte dobro trpícím“ a „Čiňte dobro trpícím“! Evangelium utrpení, které papež připomíná v Salvifici doloris, netoleruje pasivitu v utrpení a vůči utrpení. Paradoxně je v něm obsažena výzva k odporu proti zlu utrpení a na druhé straně k tomu, abychom v něm (uprostřed lidské slabosti) objevili zdroj Boží moci.